# Gündoğdu, Köprübaşı
Gündoğdu là một xã thuộc huyện Köprübaşı, tỉnh Manisa, Thổ Nhĩ Kỳ. Dân số thời điểm năm 2011 là 149 người.